# Jennifer Runyon

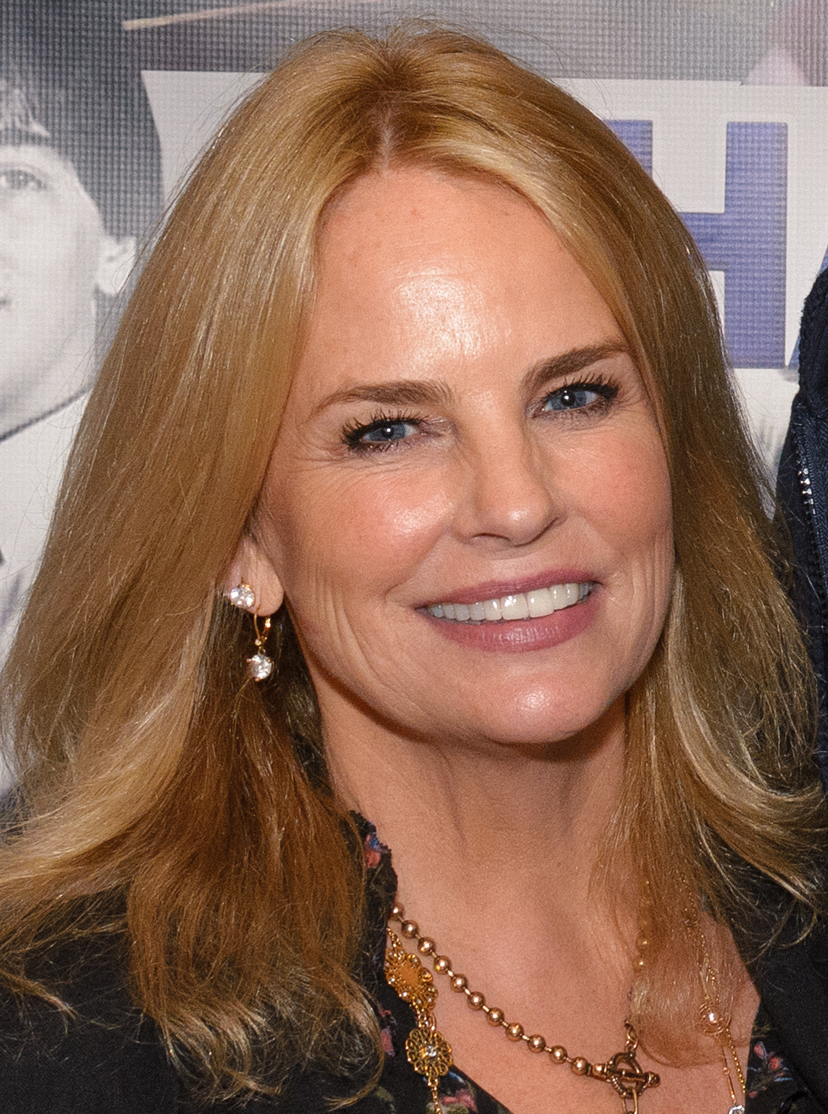
Jennifer Runyon (2017)

Jennifer Victoria Runyon (* 1. April 1960 in Chicago, Illinois) ist eine US-amerikanische Schauspielerin bei Film und Fernsehen.

## Leben und Wirken
Jennifer Runyon, Tochter des Discjockeys und Radiosprechers Jim Runyon (1931–1973), besaß frühzeitig Kontakte zum US-Showbiz. Kaum die Schule abgeschlossen, entschloss sich Jennifer Runyon im späten Teenageralter dazu, eine Karriere als Schauspielerin zu versuchen. Ihren Einstand gab die US-Amerikanerin 1979 mit der weiblichen Hauptrolle in einem zeittypischen Schlitzer-Horrorfilm Marke B, wie sie infolge des großen Erfolges von John Carpenters Halloween – Die Nacht des Grauens in den USA zuhauf gedreht wurden.
Runyon erlangte im folgenden Jahrzehnt mit Gastrollen in beliebten Fernsehserie wie Magnum, Mord ist ihr Hobby, Zurück in die Vergangenheit und Beverly Hills, 90210 sowie mit Nebenrollen in einigen (meist komödiantischen) A-Filmen wie Ghostbusters – Die Geisterjäger und Endlich wieder 18 in Hollywood einige Bekanntheit. Hauptrollen erhielt die Blondine vor allem in B-Movies, darunter Komödien mit romantischen Anteilen wie Das turbogeile Gummiboot und Dance Party.
1993 beendete Runyon mit dem Horrorfilm Carnosaurus vorerst ihre schauspielerische Tätigkeit, heiratete mit dem Trainer eines weiblichen Basketball-Teams, Todd Corman, einen Neffen von Hollywood-Urgestein Roger Corman und wurde Mutter zweier Kinder. Erst Mitte der 2010er Jahre kehrte Jennifer Runyon – mit unterschiedlich großen Rollen in zum Teil sehr billig hergestellten und bizarren C-Horrorfilmen – wieder vor die Kamera zurück.

## Filmografie (Auswahl)
- 1979: Goodnight – Die Nacht, als Knecht 'Blutbrecht' kam (To All a Goodnight)
- 1981–1982: Another World (TV-Serie)
- 1983: Six Pack
- 1983: Ein Colt für alle Fälle (Staffel 3, Folge 10)
- 1984: Das turbogeile Gummiboot (Up the Creek)
- 1984: Ghostbusters – Die Geisterjäger (Ghostbusters)
- 1984: Der Falke und der Schneemann (The Falcon and the Snowman)
- 1985: Space – Ein Mann greift nach den Sternen (Space, TV-Mehrteiler)
- 1985: Schatzsuche in den Tiefen des Atlantiks (Dreams of Gold: The Mel Fisher Story)
- 1985: Kohlenstaub und Glitzerträume (Flight of the Spruce Goose)
- 1986: Ein total verrückter Trip (Blue de Ville)
- 1986: Pros &Cons
- 1984–1987: Charles in Charge (TV-Serie)
- 1987: The Highwayman
- 1987; Magnum (Staffel 7, Folge 14)
- 1988: Dance Party (The In Crowd)
- 1988: Endlich wieder 18 (18 Again!)
- 1988: A Very Brady Christmas
- 1989: Der Zeitsprung (Quantum Leap), Pilotfilm von Zurück in die Vergangenheit
- 1990: A Man Called Sarge
- 1990: Tagteam
- 1991: Desert Force – Entscheidung in der Wüste (Killing Streets)
- 1991: Scheidung per Mord (Till Death Do Us Part)
- 1993: Carnosaurus (Carnosaur)
- 2015: Silent Night, Bloody Night 2: Revival
- 2016: Terror Tales
- 2017: Bloodsucka Jones vs. The Creeping Death